# Sorbhog
Sorbhog är en ort i Indien.   Den ligger i distriktet Barpeta och delstaten Assam, i den östra delen av landet, 1 400 km öster om huvudstaden New Delhi. Sorbhog ligger 54 meter över havet och antalet invånare är 7 614.
Terrängen runt Sorbhog är mycket platt. Runt Sorbhog är det tätbefolkat, med 343 invånare per kvadratkilometer. Närmaste större samhälle är Barpeta Road, 8,5 km öster om Sorbhog. Trakten runt Sorbhog består till största delen av jordbruksmark.